# Dollingersage

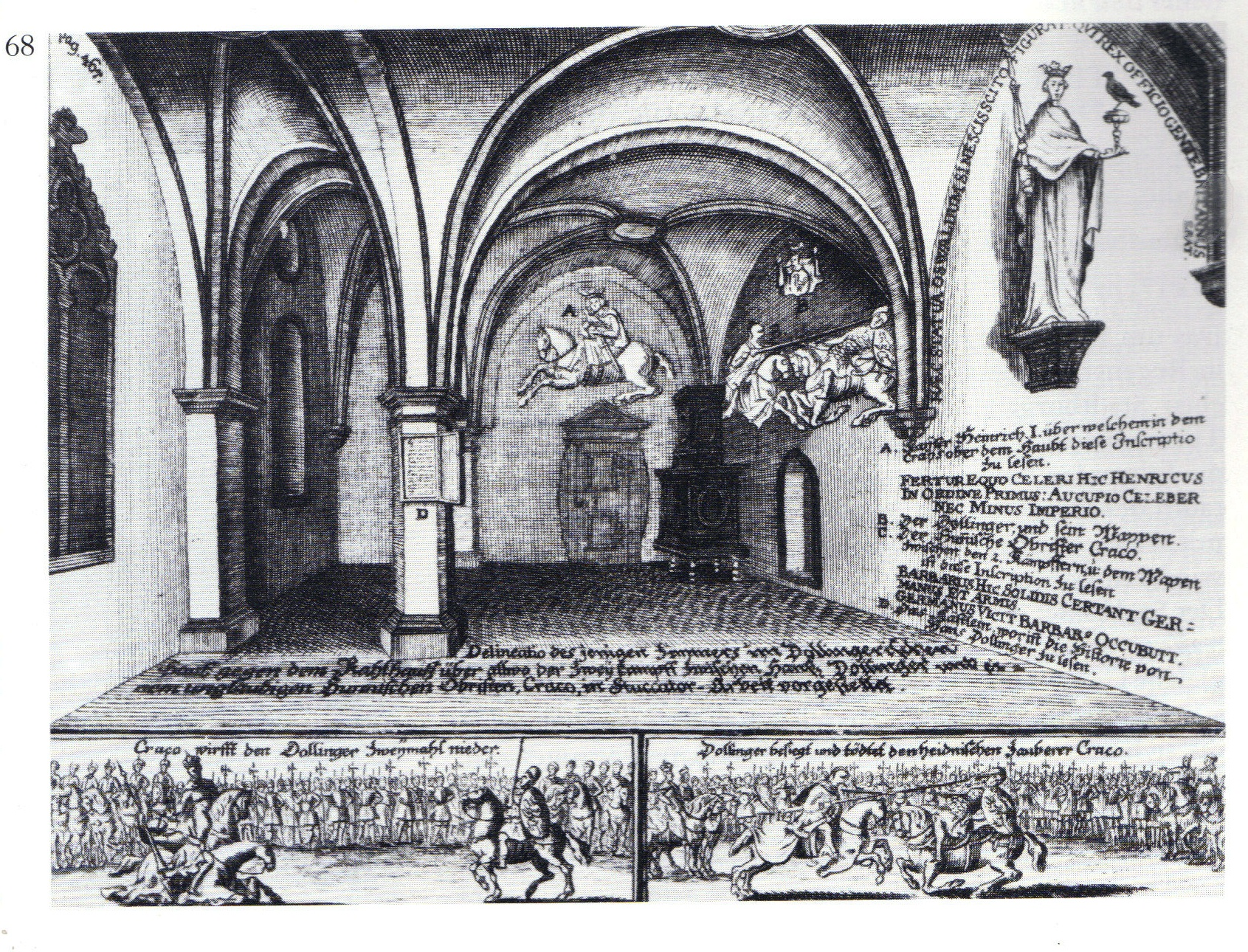
Saal im ehemaligen Dollingerhaus, Kupferstich 1729

Die Dollingersage ist eine Regensburger Stadtsage, die in mehreren Versionen überliefert ist.

## Handlung
Die Handlung der Sage wird von Chronisten des 16. und 17. Jahrhunderts in die 920er Jahre verlegt. Ein heidnischer Ritter, in manchen Fassungen mit dem Namen Craco benannt, fordert die Regensburger Ritterschaft höhnisch zum Kampf heraus. König Heinrich I. gelingt es zunächst nicht, einen Ritter dazu zu bewegen, die Herausforderung anzunehmen. Doch schließlich findet sich der Regensburger Bürger (Hans) Dollinger, der den Prosafassungen der Sage zufolge zu dieser Zeit im Kerker einsitzt, im Gegenzug für seine Freilassung zum Kampf bereit. Dollinger betet in der Niedermünsterkirche am Grabe des Hl. Erhard und begibt sich zum Haidplatz, wo das Turnier stattfinden soll. Zweimal gelingt es Craco, Dollinger aus dem Sattel zu stoßen. Doch als König Heinrich dem Helden ein Kreuz an die Lippen presst, gelingt es Dollinger den Feind im dritten Anlauf zu besiegen.

## Historischer Hintergrund
Die Dollingersage gehört nach Ansicht von zwei Autoren, deren Ergebnisse allerdings umstritten sind, zu den ältesten Stadtsagen Deutschlands, doch setzt die schriftliche Überlieferung erst im 16. Jahrhundert ein, so dass nicht mehr alle Änderungen im Laufe der Entstehungsgeschichte nachzuvollziehen sind. Als historischer Hintergrund bieten sie die Ungarneinfälle des 10. Jahrhunderts und speziell die Schlacht auf dem Lechfeld 955 an, da der Angreifer Craco ursprünglich ein Hunne gewesen sei. In späteren Überlieferungen sei er zu einem Türken umgedeutet worden, was angesichts der damals aktuellen Bedrohung des Abendlandes durch die Türkenkriege plausibel ist.

## Die Überlieferung

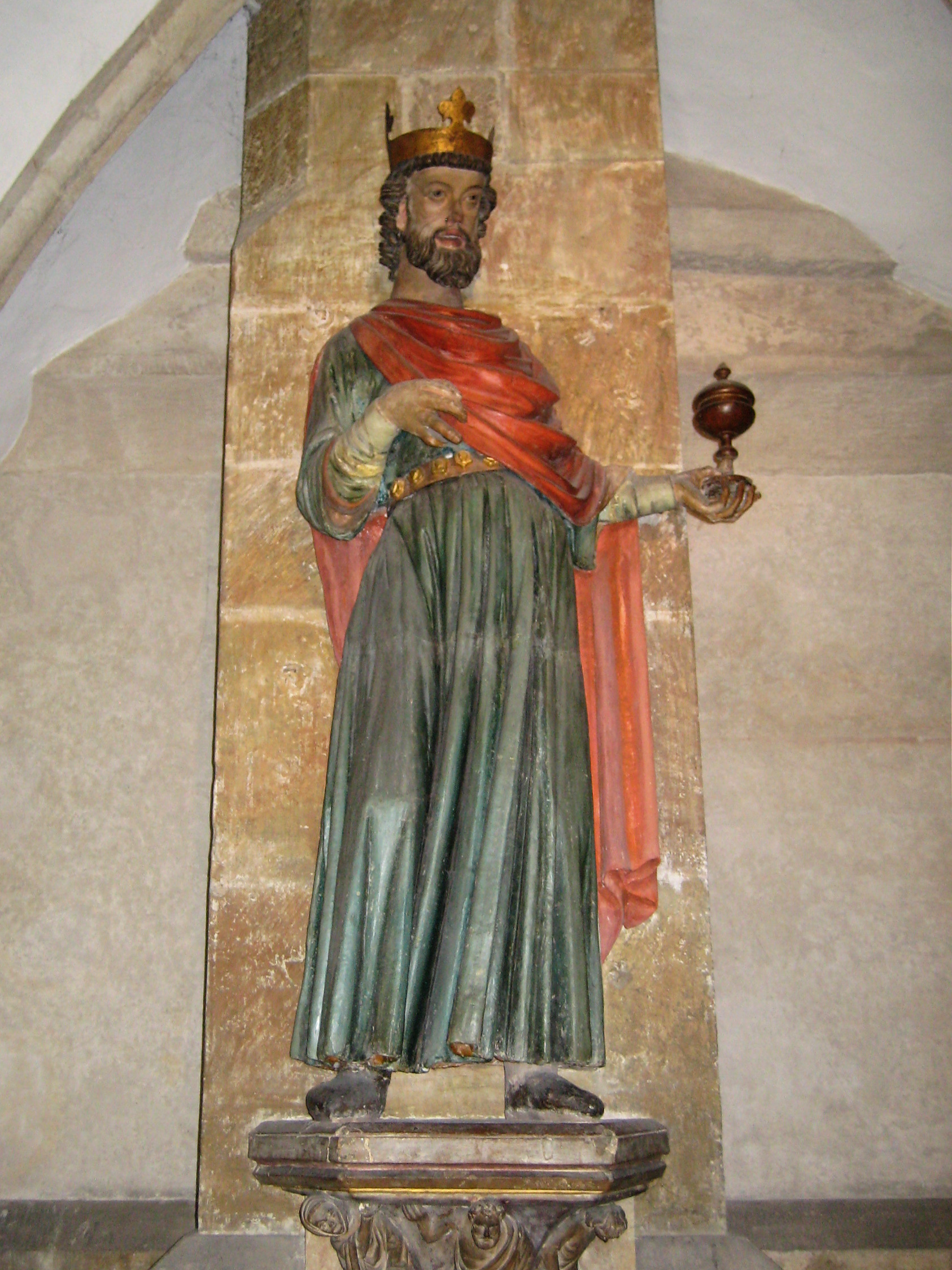
Heiliger Oswald

### Bildplastiken im Dollingersaal
Um 1290 entstand die früheste überlieferte Fassung der Dollingersage in Form von Bildplastiken. Diese Plastiken schmückten einen Festsaal im dreistöckigen Wohnhaus der Patrizierfamilie Dollinger, einer Adelsfamilie, die aus Dolling bei Ingolstadt stammte und in Regensburg am Rathausplatz gegenüber dem Alten Rathaus ansässig geworden war. Der Festsaal des Wohnhauses, der zwischen 1280 und 1320 entstand und 1494 in einem Hausinventar des damaligen Besitzers mit den dort vorhandenen Plastiken beschrieben wurde, war eine besondere Sehenswürdigkeit in Regensburg. Dieser „Dollingersaal“ erstreckte sich über zwei Stockwerke und war ähnlich wie die Hauskapellen in den Patrizierhäusern mit einem Kreuzrippengewölbe geschlossen. Zum Rathausplatz hin öffnete sich der „Dollingersaal“ als laubenartige Loggia mit freiem Blick auf die Plastiken, eine Situation, die der Hausbesitzer 1494 im Hausinventar beschreibt als „Laube, darin die großen Rosse sind“. Die drei kurz vor 1300 entstandenen Bildplastiken im Dollingersaal sind kunstgeschichtlich von großer Bedeutung. Die Turnierszene zeigt beide Kämpfer zu Pferd in lebhafter Bewegung begriffen. Dargestellt ist der Moment, in dem der ohne Schild kämpfende Dollinger mit seiner Lanze den mit Schild bewehrten Crako am Kopf trifft und aus dem Sattel hebt. Die zweite Szene zeigt den ostfränkischen König Heinrich I. als jugendlich anmutige Gestalt reitend zu Pferde, den Betrachter anblickend und mit einem Jagdfalken auf der linken Hand. Die dritte überlebensgroße Figur stellt den Heiligen König Oswald dar, der damals sehr verehrt wurde. Er fungierte als Schutzpatron, dargestellt mit einer Krone mit vier Lebensbäumen, in der linken Hand einen Pokal, auf dem ehemals ein Rabe saß mit Ring im Schnabel. Die rechte Hand hielt ursprünglich ein Zepter. Den Plastiken wurden in der Renaissancezeit Schrifteinträge zugefügt, die die Szenen erläuterten.
Das Dollingerhaus wurde 1889 trotz der Einsprüche vieler Bürger abgerissen. Das Baugesuch zum Abbruch wurde im Oktober 1888 vom Hauseigentümer, dem Eisenhändler Ludwig Kempf, eingereicht und benannt als „Herstellung eines Wohngebäudes anstelle des bisherigen Gebäudes“, das den Dollingersaal einschloss. Der Saal war als ein Wahrzeichen von Regensburg bekannt, war in der Fachliteratur erwähnt und war deshalb als erhaltenswert eingestuft. Ende November 1888 beschloss der Magistrat, die bereits früher festgelegten Baulinien und deren geradlinigen Verlängerungen der Baulinien zu begutachten und sich wegen der wünschenswerten Erhaltung des bemerkenswerten Dollingersaales mit dem Besitzer ins Benehmen zu setzen. Nach weiteren schwierigen Verhandlungen, wurde im Benehmen mit dem Historischen Verein festgelegt, dass der historisch ehrwürdige Saal zu erhalten sei. Diese Forderung wurde im Grundsatz dadurch erfüllt, dass der Dollingersaal in all seinen einzelnen Teilen herausgenommen werden sollte.
Die beiden originalen Plastiken, die untrennbar mit der Mauer verbundenen Stuckreliefs des Turnierkampfes und des Königs Heinrich I., wurden beim Abriss zerstört, jedoch waren Gipsabdrücke gemacht worden. Erhalten blieb der Kopf des Königs und der seines Pferdes sowie die ganze Figur des Heiligen Oswalds. Nach dem Abriss des Dollingerhauses wurde ein Nachbau des „Dollingersaales“ mit den Gipsabgüssen der Plastiken und den erhaltenen Relief- und Architekturteilen im neu errichteten sog. Erhardihaus in der Kalmünzergasse erstellt. Das Erhardihaus erhielt im Zweiten Weltkrieg Bombentreffer und wurde nach dem Krieg abgerissen (Foto im Weblink). Der nachgebaute „Dollingersaal“ mit den Gipsabgüssen war unbeschädigt geblieben. 1964 wurde er als neu erbauter „Dollingersaal“ in einen Anbau des Regensburger Alten Rathauses verlegt (Fotos im Weblink).
Weitere Abgüsse der Plastiken wurden in das Bayerische Nationalmuseum nach München und in die Herrenstube des Hochschlosses der Marienburg, einst Sitz des Deutschritter-Ordens gebracht. Dort sollte sie in der wilhelminischen Ära „dem aufstrebenden polnischen Nationalgefühl den Sieg des deutschen Ritters über den ungläubigen Kämpfer aus dem Osten vor Augen […] führen“.

### Das Dollingerlied

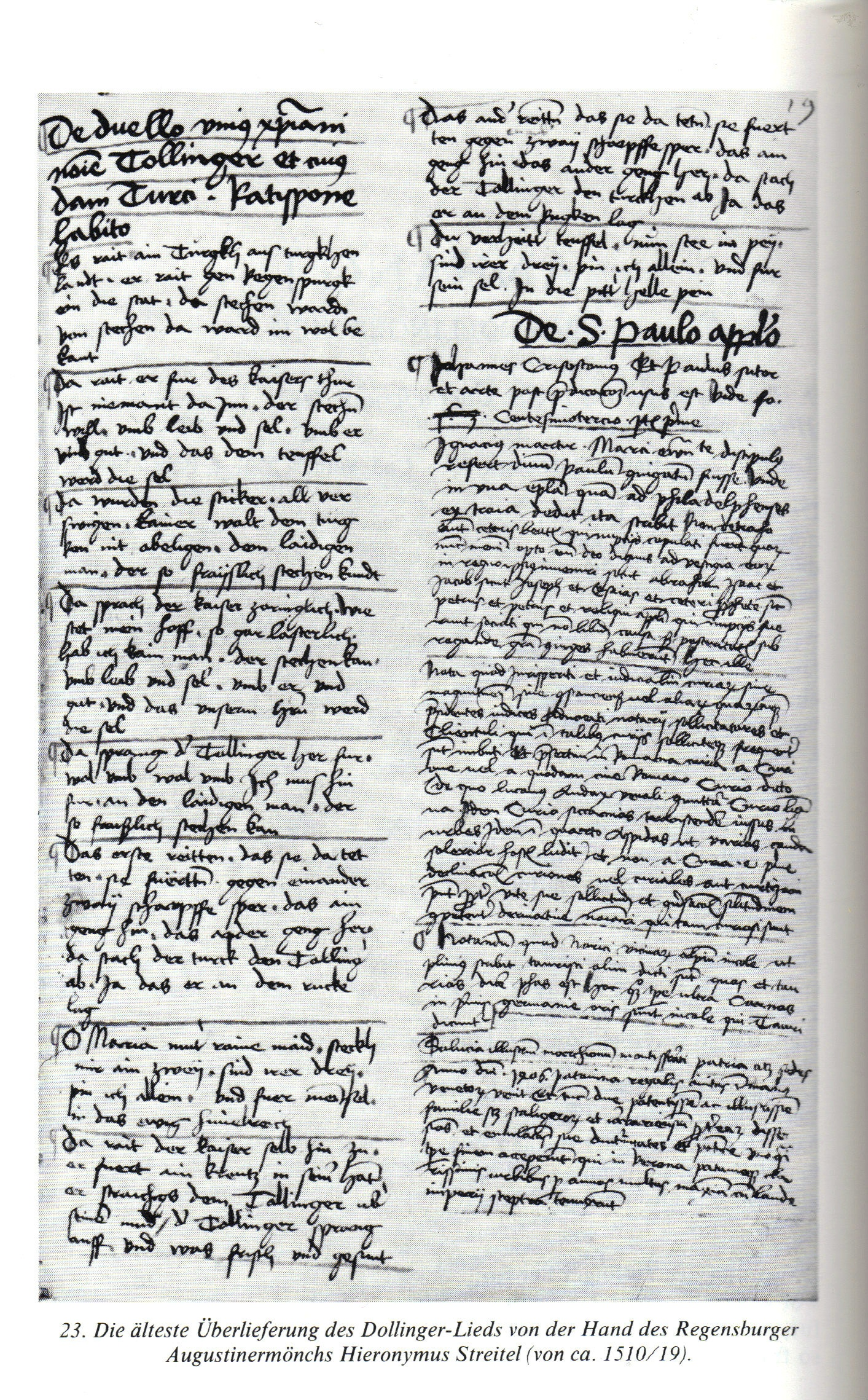
Älteste Überlieferung des Regensburger Dollinger-Liedes in der Handschrift des Hieronymus Streitel, Wien ÖNB Cod. 3301, Bl. 193

Eine gereimte Fassung der Dollingersage liegt seit dem 16. Jahrhundert schriftlich fixiert vor. Sie ist in drei voneinander abweichenden Versionen überliefert:
- In einer Sammelhandschrift des Regensburger Augustiner-Eremiten Hieronymus Streitel, zwischen 1510 und 1519 entstanden (Österreichische Nationalbibliothek Wien, Cod. Vindob. 3301, f. 193ra–193rb).[8] Dieser Textfassung folgt auch der Geschichtsschreiber Wiguläus Hundt in seiner Darstellung der Geschichte des Geschlechts der Dollinger.
- Die bekannteste Fassung findet sich erstmals auf Klapptafeln im Regensburger Dollingersaal (heute im Historischen Museum der Stadt Regensburg), entstanden ca. 1552. Diese bekannteste Textfassung wurde in modernisierter Schreibweise von Achim von Arnim und Clemens Brentano unter dem Titel Der Dollinger in den ersten Band der Sammlung Des Knaben Wunderhorn (1806) aufgenommen[9] und erfuhr dadurch weite Verbreitung. Die Quelle für die Wunderhorn-Fassung war die Chronik des Johann Carl Paricius (1753);[10] durch eine Quellenverwechslung ist im Wunderhorn allerdings die Jahreszahl 1723 angegeben.[11] Auch Johann Gustav Gottlieb Büsching druckte den Text 1816 ab.[12]
- Bei dem fürstbischöflichen Chronisten Johann Sigismund Brechtel (* um 1575; † nach 1637) findet sich neben der Fassung von 1552 noch eine bemerkenswerte Variante des Dollingerlieds, in der Craco nicht mehr als Türke, sondern erstmals als Hunne bezeichnet und mit Namen Craco benannt  wird.[13]

### Die Dollingersage in historischen Chroniken
Dollingersage und -lied finden sich ab dem späten 16. Jahrhundert in den meisten Regensburger Chroniken. Abgesehen von dem schon erwähnten Johann Sigismund Brechtel, der in seiner Chronik die Dollingersage gleich in drei Fassungen (zwei gereimte und eine Prosafassung) darstellt, herrschen in späteren Darstellungen Prosafassungen vor. Wichtige Textzeugen stammen u. a. von den Chronisten Johann Ludwig Gottfried (1642), Johann Carl Paricius (1753) und Joseph Rudolph Schuegraf (1846).

## Das Dollingerlied
Überlieferung der Version auf dem rechten Blatt der Klapptafel, datiert auf 1552.
Es rait ein Türck aus Türckhen Lanndt

Er rait gen Regenspurg in die stat

Da Stechen wardt von Stechen war im wolbekhant.

Da rait er fuer des Kaysers thuer

Ist niemant hin der kumb herfuer

Der stechen Well vmb leib vmb Seel vmb guet vmb Ehr

vnnd das dem Teuffl die Seel wer.

Da warn die Stecher all verschwigen

kainer wolt dem Türckhen nit obligen

dem Laidigen man

der so frefflich Stechen khan.

Da sprach der Kayser zornigklig

wie steht mein hoff so lästerlich

hab ich khain man

Der Stechen khan

vmb leib vmb Seel vmb guet vmb ehr

vnd das vnserm herrn die seel wer.

Da sprang der Dollinger herfuer

wol vmb wol vmb ich mues hinfuer

an den laidigen Man

der so frefflich Stechen khan.

Das erste reuten das sie da theten

Sie füerten gegen einander

Zway scharffe Speer

Das ain gieng hin das ander gieng her

Da stach der Türck den Dollinger ab

das er an dem rückhen lag.

O Jhesu Christ steh mir ietz bey

Steck mir ein Zwey sind Irer drey

Bin ich allain vnnd fuer mein Seel in das Ewig himelreiche.

Da reit der Kayser zum Dollinger so behendt

er füert ein kreutz in seiner henndt

Er strichs dem Dollinger über sein mundt

Der Dollinger sprang auff war frisch vnnd gesundt.

Das ander reiten das sie da theten

da stach der Dollinger denn Türckhen ab

Das er an dem ruckhenn lag.

Du verheuter Teuffl nun Stehe im bey

sind irer drey bin ich allain,

Vnnd füer sein Seel in die bitter helle Beyn.

## Rezeption

### Neuzeitliche Bearbeitungen
- Emanuel Schikaneder: Hans Dollinger oder das heimliche Blutgericht (1788)[14]
- anonym: Das Dollingerspiel (Puppenspiel, ca. 19. Jahrhundert)
- Sigfrid Färber: Dollinger und Krako (1954)[15]
- Joseph Berlinger: Dollinger. Ein Spiel (1995)[16]
- Julia Schruff: Dollinger um Leib und Ehr (2014)[17]

### Wandteppich im Herzogssaal
Im Herzogssaal des Herzogshofs wurde 1941 ein Wandteppich angebracht, der das Stechen Dollingers mit Craco darstellt und in einen Kontext mit einer Reihe von Städten rückt, die im Polenfeldzug von 1939 erobert und annektiert wurden. Dollinger reitet auf dem Wandteppich im Zeichen eines stilisierten Hakenkreuzes. Auftraggeber war die Oberpostdirektion, der Entwurf des Teppichs stammte von Professor Karl Heinz Dallinger. 2003 wanderte der Teppich ins Museum, an seiner Stelle wurde eine Kopie aufgehängt.
Im September 2024 teilte der Eigentümer des Herzogssaals mit, die Replik entfernen zu lassen. Zuvor hatte das Amt für Denkmalschutz die Auflage aufgehoben, der zufolge die Replik an der Wand hätte belassen werden müssen.

### Inszenierungen
Das Dollingerspiel Joseph Berlingers wurde 1995 in einer Freiluftinszenierung am Haidplatz aufgeführt.